# Nagata Mitsuru
Mitsuru Nagata (永田 充 Nagata Mitsuru, sinh ngày 6 tháng 4 năm 1983) là một cầu thủ bóng đá người Nhật Bản hiện tại thi đấu cho câu lạc bộ Nhật Bản Tokyo Verdy.

## Sự nghiệp quốc tế
Anh tham dự Giải vô địch bóng đá trẻ thế giới 2003 ở Các Tiểu vương quốc Ả Rập Thống nhất. Anh được triệu tập vào đội tuyển quốc gia năm 2004. Anh ra mắt quốc tế vào ngày 2 tháng 9 năm 2010 trong trận giao hữu trước Guatemala. Anh cũng được lựa chọn vào đội hình tham gia vòng chung kết Cúp bóng đá châu Á 2011 khi thay thế cho cầu thủ chấn thương Tomoaki Makino.

## Thống kê sự nghiệp

### Câu lạc bộ
Cập nhật đến ngày 23 tháng 2 năm 2018.
| Câu lạc bộ          | Mùa giải            | Giải vô địch | Giải vô địch | Cúp Hoàng đế Nhật Bản | Cúp Hoàng đế Nhật Bản | J. League Cup | J. League Cup | Khác1   | Khác1     | Tổng    | Tổng      |
| Câu lạc bộ          | Mùa giải            | Số trận      | Bàn thắng    | Số trận               | Bàn thắng             | Số trận       | Bàn thắng     | Số trận | Bàn thắng | Số trận | Bàn thắng |
| ------------------- | ------------------- | ------------ | ------------ | --------------------- | --------------------- | ------------- | ------------- | ------- | --------- | ------- | --------- |
| Kashiwa Reysol      | 2002                | 6            | 0            | 0                     | 0                     | 0             | 0             | -       | -         | 6       | 0         |
| Kashiwa Reysol      | 2003                | 23           | 0            | 1                     | 0                     | 4             | 0             | -       | -         | 28      | 0         |
| Kashiwa Reysol      | 2004                | 28           | 2            | 1                     | 0                     | 4             | 0             | 2       | 0         | 35      | 2         |
| Kashiwa Reysol      | 2005                | 5            | 1            | 0                     | 0                     | 1             | 0             | 2       | 0         | 8       | 1         |
| Albirex Niigata     | 2006                | 0            | 0            | 0                     | 0                     | 0             | 0             | -       | -         | 0       | 0         |
| Albirex Niigata     | 2007                | 22           | 0            | 0                     | 0                     | 3             | 0             | -       | -         | 25      | 0         |
| Albirex Niigata     | 2008                | 30           | 1            | 2                     | 0                     | 5             | 0             | -       | -         | 37      | 1         |
| Albirex Niigata     | 2009                | 33           | 0            | 4                     | 0                     | 6             | 0             | -       | -         | 43      | 0         |
| Albirex Niigata     | 2010                | 34           | 0            | 2                     | 0                     | 6             | 0             | -       | -         | 42      | 0         |
| Urawa Red Diamonds  | 2011                | 34           | 2            | 0                     | 0                     | 7             | 0             | -       | -         | 41      | 2         |
| Urawa Red Diamonds  | 2012                | 29           | 0            | 2                     | 0                     | 4             | 1             | -       | -         | 35      | 1         |
| Urawa Red Diamonds  | 2013                | 9            | 0            | 2                     | 0                     | 1             | 0             | 2       | 0         | 14      | 0         |
| Urawa Red Diamonds  | 2014                | 13           | 0            | 2                     | 0                     | 4             | 0             | -       | -         | 19      | 0         |
| Urawa Red Diamonds  | 2015                | 5            | 0            | 1                     | 0                     | 1             | 0             | 3       | 0         | 10      | 0         |
| Urawa Red Diamonds  | 2016                | 1            | 0            | 0                     | 0                     | 0             | 0             | 3       | 0         | 4       | 0         |
| Tokyo Verdy         | 2017                | 10           | 0            | 1                     | 0                     | -             | -             | -       | -         | 11      | 0         |
| Tổng cộng sự nghiệp | Tổng cộng sự nghiệp | 282          | 6            | 18                    | 0                     | 46            | 1             | 12      | 0         | 358     | 7         |

1Bao gồm các giải đấu khác, bao gồm J. League Promotion/Relegation Series.

### Quốc tế
Tính đến 21 tháng 1 năm 2011
| Đội tuyển quốc gia | Năm | Số trận | Bàn thắng |
| ------------------ | --- | ------- | --------- |
| U-20 Nhật Bản      |     |         |           |
| 2002               | 6   | 0       |           |
| 2003               | 3   | 0       |           |
| Tổng               | 9   | 0       |           |
| Nhật Bản           |     |         |           |
| 2003               | 0   | 0       |           |
| 2010               | 1   | 0       |           |
| 2011               | 1   | 0       |           |
| Tổng               | 2   | 0       |           |

### Số lần ra sân trong các giải đấu lớn
| Đội bóng | Giải đấu                               | Thể loại | Số trận | Số trận | Bàn thắng | Thành tích đội bóng |
| Đội bóng | Giải đấu                               | Thể loại | Start   | Sub     | Bàn thắng | Thành tích đội bóng |
| -------- | -------------------------------------- | -------- | ------- | ------- | --------- | ------------------- |
| Nhật Bản | 2002 Giải vô địch bóng đá trẻ châu Á   | U-19     | 6       | 0       | 0         | Á quân              |
| Nhật Bản | Giải vô địch bóng đá trẻ thế giới 2003 | U-20     | 2       | 1       | 0         | Quarter-finals      |
| Nhật Bản | Cúp bóng đá châu Á 2011                | ĐTQG     | 0       | 1       | 0         | Vô địch             |

## Danh hiệu

### Nhật Bản
- Cúp bóng đá châu Á: 1

2011

### Urawa Reds
- J. League Cup: 1

2016

### Cá nhân
- Giải vô địch bóng đá U-19 châu Á Đội hình tiêu biểu: 1

2002